# 다하본주

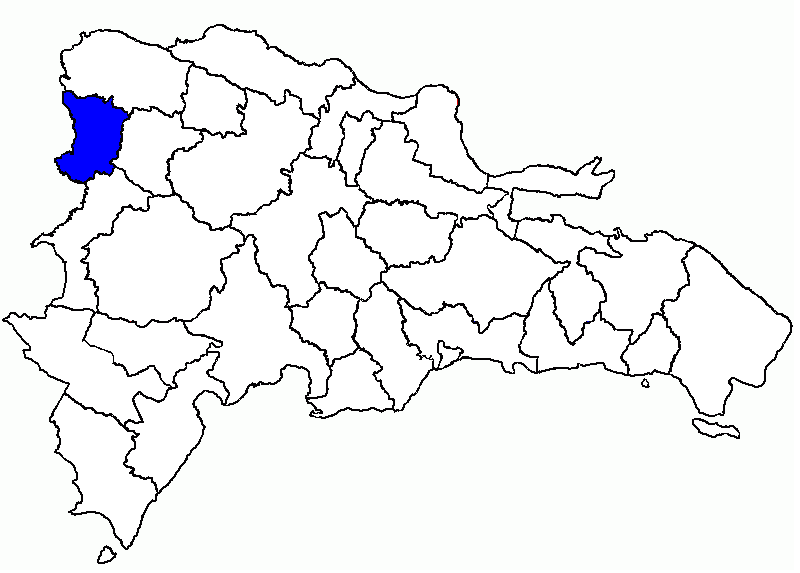
다하본 주의 위치

다하본주(스페인어: Dajabón)는 도미니카 공화국 북서부에 위치한 주로 주도는 다하본이며 면적은 1,020.73km2, 인구는 87,274명(2014년 기준)이다. 1938년 몬테크리스티 주에서 분리되어 신설되었다.
북쪽으로는 몬테크리스티 주, 동쪽으로는 발베르데 주, 남쪽으로는 엘리아스피냐 주, 서쪽으로는 아이티와 접한다. 5개 지방 자치체와 4개 지구를 관할한다.